# Rhoadsia minor
Rhoadsia minor är en fiskart som beskrevs av Eigenmann och Henn, 1914. Rhoadsia minor ingår i släktet Rhoadsia och familjen Characidae. Inga underarter finns listade i Catalogue of Life.